# Boccardia limnicola
Boccardia limnicola är en ringmaskart som beskrevs av Blake och Woodwick 1977. Boccardia limnicola ingår i släktet Boccardia och familjen Spionidae. Inga underarter finns listade i Catalogue of Life.